# Rögnvald Brusason
Rögnvald Brusason (1010/15 - 1046), hijo de Brusi Sigurdsson, fue jarl de las Orcadas compartiendo gobierno con Thorfinn Sigurdsson desde 1037. Su vida está contemplada en la saga Orkneyinga.
Rögnvald fue enviado por su padre a la corte de Olaf II de Noruega, cuando Brusi y Thorfinn fueron a negociar el tercio del territorio de su fallecido hermano Einar Sigurdsson, el rey Olaf manifestó su interés por quedarse con esa parte y asignó a Brusi como administrador, Rögnvald se quedó en la corte real.
La saga Orkneyinga dice sobre Rögnvald:
Rögnvald era uno de los hombres más apuestos, con un cabello rubio y fino, suave como la seda. Creció sano y fuerte a temprana edad, ganando gran reputación por su sagacidad y cortesía.
Rögnvald era un ferviente aliado de Olaf II y le acompañó en su exilio al Rus de Kiev, también acompañó a su hermano Harald III de Noruega en su huida tras la batalla de Stiklestad en 1030. Mientras Harald se dirigió a Constantinopla, Rögnvald y otros exiliados permanecieron en el Rus de Kiev, al servicio de Yaroslav I el Sabio. Rögnvald regresó a Noruega con el hijo de Olaf, Magnus el Bueno en 1035.
Durante la ausencia de Rögnvald, su padre murió y Thorfinn Sigurdsson estuvo gobernando las islas Orcadas en solitario. Rögnvald solicitó al rey Magnus por su tercio, y el rey accedió cediéndole tres naves y garantizándole compartir también la administración del tercio que tenía la corona. Cuando Rögnvald llegó a las Orcadas envoi un mensaje a su tío Thorfinn solicitándole los dos tercios que Magnus le había concedido. Thorfinn estuvo de acuerdo en cederle el tercio que le correspondía por herencia, pero negoció el tercio de la corona porque no reconoció la reclamación real y le propuso compartir la administración cediéndole el tercio como presente por los servicios. Ambos jarls trabajaron juntos durante ocho años, luchando contra los enemigos procedentes de las Hébridas y organizando diversas expediciones a Escocia e Inglaterra.
Sin embargo, el destino de los jarls se vislumbró con la llegada de Kalv Arnesson, el tío de la esposa de Thorfinn, Ingibiorg Finnsdottir:
Kalv disponía de un gran número de seguidores en su séquito que suponía una pesada carga sobre la las finanzas del jarl. Mucha gente le decía que no debía permitir que Rögnvald tuviera dos tercios del territorio bajo su poder, teniendo en cuenta el fuerte desembolso que actualmente sufría.
Rögnvald y Kalv Arnesson no eran amigos precisamente. La saga Orkneyinga informa que Rögnvald, un fuerte pilar del rey Olaf II, estuvo a punto de atacar a Kalv en Garðaríki, el único entre los Arnessons que había traicionado a Olaf, prometiendo su apoyo a Magnus. Por esa razón, Rögnvald rechazó dejar el tercio que Thorfinn le pidió de vuelta y las relaciones comenzaron a deteriorarse. Rögnvald fue derrotado en una batalla naval y tuvo que refugiarse en Noruega mientras que Thorfinn recuperó el control de todas las islas. Con una sola nave y algunos hombres de confianza, Rögnvald regresó a las Orcadas esperando poder recuperar sus territorios aprovechando el desconcierto de la sorpresa. Tuvo éxito pero Thorfinn escapó a Caithness. Rögnvald fue sorprendido a su vez en un contraataque pero le mató Thorkell el Criador en su huida, cuando fue descubierto por los ladridos de su perro.
Rögnvald fue enterrado en Papa Westray. La saga Orkneyinga ofrece esta cita sobre el jarl Rögnvald:
Todo el mundo reconoce que de todos los jarls de las Orcadas, él fue el más popular y dotado y su muerte fue lamentada por muchos.
Sobre otro jarl del siglo XII, Rögnvald Kali Kolsson recibió el nombre del primer jarl pues según su madre "Rögnvald Brusason había sido el más capacitado jarl de las Orcadas, y la gente veía esto como un signo de buena suerte".

## Herencia
Rögnvald Brusason se casó con Félicia de Normandía (n. 1017), y fruto de esa relación nacerían tres hijos:
- Thora Ragnvaldsdatter (n. 1030), que casaría con un vikingo llamado Arndor (n. 1028).[16]
- Duvnjall «raud Gunnar» Ragnvaldsson (Gunnar el Rojo, 1032 - 1108).
- Eilif Ragnvaldsson (n. 1034), estuvo al servicio del rey Yaroslav I el Sabio.[15]